# Língua pangwali
Pangwali é uma língua  Pahari Ocidental de Himachal Pradesh, Índia. É falada em Pangi Tehsil do distrito de Chamba e está ameaçada de extinção. Pangwali é originalmente escrita em Takri, mas o Devanagari também é usado.

## Classificação
O lingüista George Abraham Grierson registrou Pangwali como um dialeto da Chambeali em sua Pesquisa Lingüística da Índia. É agora considerada uma língua em seu próprio direito como parte do grupo Chameali do Pahari Ocidental, afiliado a Chambeali, Bilaspuri, Bhadarwahi, entre outros.

## Inteligibilidade
Pangwali tem cerca de 64% de inteligibilidade inerente com Mandeali, 52% com  Kangri, 44% com Chambeali e 50% com Bhadarwahi. Sua semelhança lexical é de 55% com o  Hindi, 77% com Kullu Pahari] e 45% com Bhadarwahi.

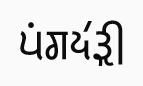
Pangawali em Takrii

## Escrita
A língua usa as escritas Takri, Devanagari

## Geografia

### Status
A língua é comumente chamada simplesmente  de Pahari ou Himachali. Alguns falantes podem até chamá-la de dialeto do [[língua punjabi|lPunjabi ou do  Dogri. O idioma não tem status oficial. De acordo com a UNESCO, o idioma é da categoria criticamente ameaçada, ou seja, os mais jovens falantes de Pangwali são geralmente avós ou mais velhos e eles também falam raramente ou parcialmente.
A demanda para a inclusão de 'Pahari (Himachali)' sob a Tabela 8 da Constituição da Índia, que supostamente representa várias línguas Pahari de Himachal Pradesh, foi feita no ano de 2010 por Vidhan Sabha do estado. Não houve nenhum progresso positivo neste assunto desde então, mesmo quando pequenas organizações estão se empenhando em salvar o idioma e exigindo-o. Devido ao interesse político, o idioma é atualmente registrado como um dialeto do hindi i, mesmo tendo uma inteligibilidade mútua pobre com ele e tendo uma inteligibilidade mútua mais alta com outras línguas reconhecidas como o Dogri e outras línguas Pahari Ocidentais.
Na época da Pesquisa Linguística da Índia, estimava-se que 3.701 falantes de Pangwali.

### Dialetos
A seguir estão os dialetos do idioma:
1. Killar
2. Purthi
3. Sach
4. Dharwasi

Pangi (Killar), sendo a sede do Tehsil, é o dialeto amplamente conhecido. Diz-se que o dialeto Sach é o mais conservador em relação ao Sânscrito.

## Literatura
Tubari Magazine é um esforço recente para manter o idioma. Essa revista usa a escrita Devanagari Script. Existem outras publiicações que geralmente descrevem o idioma.

## Fonologia
|                              |                              | Bilabial | Dental | Alveolar | Pós-alveolar | Retroflexa | Palatal | Velar | Glotal |
| ---------------------------- | ---------------------------- | -------- | ------ | -------- | ------------ | ---------- | ------- | ----- | ------ |
| Nasal                        | Nasal                        | m        |        | n        |              |            |         |       |        |
| Oclusiva                     | surda                        | p        | t̪      |          | t͡ʃ           | ʈ          |         | k     |        |
| Oclusiva                     | aspirada                     | pʰ       | t̪ʰ     |          | t͡ʃʰ          | ʈʰ         |         | kʰ    |        |
| Oclusiva                     | sonora                       | b        | d̪      |          | d͡ʒ           | ɖ          |         | ɡ     |        |
| Oclusiva                     | ofegante                     | bʱ       | d̪ʱ     |          | d͡ʒʱ          | ɖʱ         |         | ɡʱ    |        |
| Fricativa                    | Fricativa                    |          |        | s        | ʃ            |            |         |       | ɦ      |
| Aproximante                  | Aproximante                  | w        |        | l        |              |            | j       |       |        |
| Vibrante Simples ou Vibrante | Vibrante Simples ou Vibrante |          |        | ɾ        |              | ɽ          |         |       |        |

|               | Anterior  | Central  | Posterior |
| ------------- | --------- | -------- | --------- |
| Fechada       | i iː ĩ ĩː |          | u uː ũ ũː |
| Quase Fechada | ɪ̥         |          |           |
| Quase média   |           | ɘ ɘː ɘ̥ ɘ̃ | o oː      |
| Meio Aberta   | ɛ ɛː      |          |           |
| Quase Aberta  |           | ɐ ɐː ɐ̃ː  |           |
| Aberta        | a aː      |          |           |

Pangwali exibe um sistema de harmonia vocálica como outras línguas da região (como língua caxemira). As vogais condicionantes originais que causavam harmonia muitas vezes se perdem, então o sistema não é mais produtivo.:16
Ambos são mencionados neste artigo.

## Gramática
Desde o esboço sobre o Pangwali de Grierson, só recentemente foi publicada uma gramática de Pangwali escrita em Hindi por Binaya Sundar Nayak. Ambos são mencionados neste artigo.

### Marcador de caso
| Relação      | Marcador                        |
| ------------ | ------------------------------- |
| Instrumental | बइ bai, जुए juē, बलि bali         |
| Dativo       | जे jē                            |
| Ablativo]    | केआं kēāṃ, पुटा/बुटा puṭā/buṭā, -ए -ē |
| Genitivo]]   | -ए -ē                           |

### Numerals
| Numeral | Pangwali | IPA     |
| ------- | -------- | ------- |
| 1       | यक yak   | /yak/   |
| 2       | दुई duī   | /d̪ui/   |
| 3       | टाई ṭāī   | /ʈai/   |
| 4       | चेउर ceur | /tʃɘuɾ/ |
| 5       | पांच pāṃc  | /pandʒ/ |
| 6       | छेअ chea  | /tʃʰea/ |
| 7       | सत sat   | /sat/   |
| 8       | आठ āṭh   | /aʈʰ/   |
| 9       | नोउ nou   | /nɘu/   |
| 10      | दश daś   | /dɘs/   |

### Substantivos
Os substantivos pangwali têm gênero gramatical, com os dois gêneros sendo masculino e feminino

## Expressões idiomáticas
| 𑚞𑚫𑚌𑚦𑚭𑚪𑚯                 | पंगवाड़ी                 | Transliteração (Roman ITRANS)   | Significado                       |
| -------------------- | -------------------- | ------------------------------- | --------------------------------- |
| 𑚢𑚌𑚮𑚤𑚮 𑚩𑚙𑚴𑚄 𑚥𑚃 𑚠𑚮𑚧𑚰𑚘       | मगिरि हतोउ लई बिशुण       | magiri hatou laI bishuNa        | Estar muito preocupado            |
| 𑚥𑚰𑚫𑚌𑚙𑚲 𑚑𑚅 𑚊𑚱𑚘 𑚥𑚌𑚴𑚨𑚲        | लुंगते जऊ कूण लगोसे        | luMgate jaU kUNa lagose         | Envelhecer quando jovem           |
| 𑛂𑛀 𑚤𑚲𑚙𑚯 𑚏𑚴𑚤𑚲, 𑛂𑛁 𑚆𑚊𑚯𑚣𑚰 𑚢𑚭𑚥𑚸𑚲 | २० रेती चोरे, २१ एकीयु मालखे | 20 retI chore, 21 ekIyu mAlakhe | Roubo / mentiras são sempre pegos |
| 𑚛𑚰𑚁𑚤𑚲 𑚛𑚰𑚁𑚤𑚲 𑚢𑚲𑚝𑚯 𑚏𑚰𑚘𑚯𑚘       | दुआरे दुआरे मेनी चुणीण       |                                 |                                   |

## Amostra de texto
Lucas 2:2-4
2.	त तेनि तेन्हि जे बोलु, “जपल तुस प्रार्थना करुण लगियेल त बोले, “ए परम पिता, तें नोउए आदर त सम्मान भो, तें राज्य ओ लौता।
3.	हें दिन भइ रौठि हर रोज हें धे दिआ करे,
4.	त हें सोब पाप माफ करे किस कि अस बि होरे मेह्णु जे माफ किओ असे, जे हें बिरोध कते। त परीक्षा अन्तर असी पाप करुं केआं बचाई रख।”
Transliteração
2.	ta teni tenhi je bolu, “japal tus prārthanā karuṇ lagiyel ta bole, “e param pitā, tẽ noue ādar ta sammān bho, tẽ rājy o lautā.
3.	hẽ din bhi rauṭhi har roj hẽ dhe diā kare,
4.	ta hẽ sob pāp māph kare kis ki as bi hore mehnu je māph kio ase, je hẽ birodhā kate. ta parīkśa antar asī pāp karun keā̃ bacāī rakh
Inglês
2.	And he said unto them, When ye pray, say, Our Father which art in heaven, Hallowed be thy name. Thy kingdom come. Thy will be done, as in heaven, so in earth.
3.	Give us day by day our daily bread.
4.	And forgive us our sins; for we also forgive every one that is indebted to us. And lead us not into temptation; but deliver us from evil.